# Sous-Terre
Une sous-Terre (en anglais Sub-Earth) ou planète subterrestre (subterrestrial planet, littéralement « planète subtellurique », parfois abrégé en STEP pour SubTerrestrial Extrasolar Planet ; ou subterran planet, littéralement « planète subterrestre ») est un type de planètes moins massives que la Terre et Vénus. La limite supérieure est généralement placée à un diamètre de 0,8 diamètre terrestre (environ 10 000 km ; cas notamment de la mission Kepler) ou une masse de 0,5 masse terrestre (environ 3 × 1024 kg), les deux limites étant équivalentes en supposant une structure analogue aux planètes Terre et Vénus.

## Caractéristiques
Les sous-Terres sont les planètes les plus difficiles à détecter à cause de leur faible taille et masse qui induisent des signaux très faibles. En dépit de ces difficultés, une des premières exoplanètes détectées fut une sous-Terre autour du pulsar milliseconde PSR B1257+12.
Les sous-Terres ont habituellement des atmosphères peu importantes en raison de leur faible gravité et de leur faible champ magnétique, ce qui permet au rayonnement et au vent stellaire de « souffler » lesdites atmosphères. En raison de leur petite taille, et sauf si des forces de marée importantes s'exercent sur la planète au cours de son orbite, les sous-Terres doivent également avoir des périodes d'activité géologique faibles.

## Exemples

### Dans le Système solaire
Dans le Système solaire, Mercure et Mars peuvent être incluses dans cette catégorie.

### Exoplanètes
Le télescope spatial Kepler a permis de découvrir plusieurs autres sous-Terres. Le 10 janvier 2012, Kepler découvre ainsi les trois premières sous-Terres autour d'une étoile ordinaire, en l'occurrence Kepler-42. En avril 2013, Kepler confirme l'existence de sept sous-Terres et 36 candidats.
Certaines planètes du système TRAPPIST-1 sont également des sous-Terres.